# Barbara Niethammer
Barbara Niethammer (* 1967) ist eine deutsche Mathematikerin.
Niethammer studierte an der Universität Bonn, wo sie 1996 bei Hans Wilhelm Alt promoviert wurde (Approximation of Coarsening Models by Homogenization of a Stefan Problem). 1996/97 war sie als Post-Doktorandin am Courant Institute of Mathematical Sciences of New York University und ab 1997 Assistentin in Bonn, wo sie sich 2002 habilitierte. 2001 war sie Gastwissenschaftlerin am Max-Planck-Institut für Mathematik in den Naturwissenschaften in Leipzig. 2003 bis 2007 war sie Professorin an der Humboldt-Universität Berlin, 2007 bis 2012 Professorin an der Universität Oxford (und Tutorial Fellow von St. Edmund Hall) und ab 2012 Professorin an der Universität Bonn (Hausdorff Center for Mathematics).
Niethammer befasst sich mit nichtlinearen partiellen Differentialgleichungen, Multiskalenproblemen, Skalierungsgesetzen und freien Randwertproblemen, kinetischen Gleichungen, Kinetik von Phasenübergängen, Koagulations- und Fragmentationsprozessen und Mathematik in den Materialwissenschaften.
2011 erhielt sie den Whitehead-Preis, für tiefe und mathematisch strenge Beiträge zu den Materialwissenschaften, speziell Lifshitz-Slyozov-Wagner (LSW)- und Becker-Döring-Gleichungen, die die Ostwald-Reifung (Umlösung) und Keimbildung einer ausgeschiedenen neuen Phase in einer übersättigten Legierung beschreiben. 2003 erhielt sie den von Richard-von-Mises-Preis. 2014 war sie Eingeladene Sprecherin auf dem ICM in Seoul (Scaling in kinetic mean-field models for coarsening phenomena). 2019 hielt sie die Emmy Noether Lecture der Deutschen Mathematiker-Vereinigung.